# 川崎修
川崎 修（かわさき おさむ、1958年 - ）は、日本の政治学者。専門は政治思想史。ハンナ・アーレントの研究で知られる。北海道大学教授を経て、立教大学法学部政治学科教授。
東京大学法学部では福田歓一が制度上の指導教官であったが、実質的には佐々木毅（元東京大学総長）の指導を受けた。

## 来歴
- 1958年 和歌山県に生まれる
- 1977年3月 開成高等学校卒業
- 1981年3月 東京大学法学部卒業
- 1981年4月 東京大学法学部助手
- 1985年1月 北海道大学法学部助教授
- 1994年3月 北海道大学法学部教授
- 1998年10月 立教大学法学部政治学科教授
- 2013年4月 立教大学法学部学部長（2015年3月まで）

## 著書

### 単著
- 『アレント――公共性の復権』（講談社「現代思想の冒険者たち」, 1998年、新版2005年）
  - 『ハンナ・アレント』（講談社学術文庫, 2014年）
- 『ハンナ・アレントの政治理論　アレント論集 I 』（岩波書店, 2010年）
- 『ハンナ・アレントと現代思想　アレント論集 II 』（岩波書店, 2010年）
- 『「政治的なるもの」の行方』（岩波書店, 2010年）

### 共著
- （小野紀明・富沢克）『モダーンとポスト・モダーン』（木鐸社, 1992年）

### 編著
- 『伝える──コミュニケーションと伝統の政治学』、風行社、2012年

### 共編著
- （杉田敦）『現代政治理論』（有斐閣, 2006年）
- （今村仁司・三島憲一）『岩波社会思想事典』（岩波書店, 2008年）

### 訳書
- L・クリーガー, M・R・コンヴィッツ，E・N・マデン，P・H・ターンズ『権威と反抗』（平凡社, 1988年）

## 論文
- 「自由についての試論」『立教法学』52号（1999年）
- 「丸山眞男における思想史と政治理論」『日本思想史学』32号（2000年）
- 「自由民主主義――理念と体制の間」日本政治学会編『年報政治学2001』（岩波書店, 2001年）
- 「帝国主義と全体主義――ハンナ・アレント, ローザ・ルクセンブルク, ホブスン」『思想』945号（2003年）